# Institut historique allemand de Londres
L' Institut historique allemand de Londres, ou  Deutsched Historische Institut London ou German Historical Institute London est une institution universitaire destinée à la recherche sur l'histoire britannique et à la représentation de l'histoire et des études historiques allemandes en Grande-Bretagne.

## Histoire et développement
L'institut a été fondé en 1968 à l'initiative de Carl Haase, alors directeur des Archives de l'État de Basse-Saxe. En 1973, des historiens allemands et britanniques ont formé un cercle d'historiens anglo-allemands. Cette association a commencé à organiser des conférences scientifiques avec le soutien financier de la Fondation Volkswagen (de). En 1975, le ministère fédéral de la Recherche et de la Technologie a financé la création de l'institut. Le projet a reçu un soutien particulier du côté anglais par l'intermédiaire de l'historien Arthur Geoffrey Dickens (de). Il a été officiellement inauguré par son premier directeur Paul Kluke (de) en 1976. En 1983, l'institut a emménagé dans un bâtiment historique du XVIIIe siècle au centre de Londres.
Wolfgang J. Mommsen, qui en fut le directeur à partir de 1977, a joué un rôle important dans l'essor de l'institut. De nombreuses publications de l'institut s'appuient sur des conférences scientifiques réunissant un groupe international de participants. Dès le début, l’accent mis sur la recherche comparative était important. Il s'agit notamment d'études sur la bourgeoisie ou la noblesse en Angleterre et en Allemagne au XVIe siècle, de questions sur la violence politique et du développement de l'État-providence. Une publication sur la structure de l’État nazi ne traitait que de l’histoire allemande – avec la participation d’historiens britanniques renommés. 
Les autres dirigeants étaient : Adolf M. Birke (de) (1985-1994), Peter Wende (de) (1994-2000), Hagen Schulze (2000-2006) et Andreas Gestrich (2006-2018). Christina von Hodenberg est directrice de l'institut depuis septembre 2018.

## Structure actuelle et priorités de recherche
Outre les échanges scientifiques, l’institut attribue également des bourses à des étudiants, doctorants et post-doctorants britanniques et allemands. Des conférences et des colloques ont régulièrement lieu dans les salles de l'Institut. Celui-ci dispose d'une vaste bibliothèque de 70 000 volumes et de nombreuses revues à des fins de recherche. Un bulletin interne est publié deux fois par an.
Aujourd'hui, il se concentre sur les relations germano-britanniques, l'histoire anglaise de la fin du Moyen Âge et du début des temps modernes, l'histoire britannique aux XIXe et XXe siècles et l'histoire de l'Empire et du Commonwealth.
Aujourd'hui, l'institut est soutenu par la Fondation Max Weber. Ce projet continuera à être financé par le ministère fédéral de l'Éducation et de la Recherche (BMBF). L'Institut est une organisation partenaire de la Société allemande d'histoire.
L'institut est également partenaire du projet d'indexation des Prize Papers (documents des dossiers du tribunal des prises de la période des guerres navales entre 1600 et 1817). 